# John Rhys

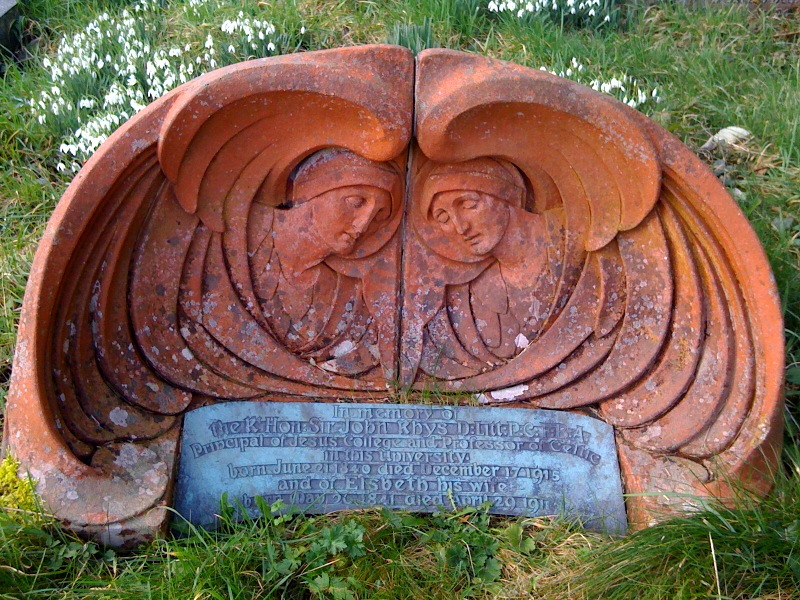
Sir John Rhys grav i Oxford.

John Rhys, född den 21 juni 1840 i Ponterwyd i Ceredigion, död den 16 december 1915 i Oxford, var en walesisk språkforskare. 
Rhys studerade först i England, sedan i Tyskland, där han blev filosofie doktor. Han utnämndes 1878 till professor i keltiska i Oxford. Rhys blev 1902 ledamot av Brittiska akademien och erhöll 1907 knightvärdighet. Han författade Lectures on welsh philology (1877; ny upplaga 1879), Celtic Britain (1882; 3:e upplagan 1904), Studies in the Arthurian legend (1891), Phonology of Manx gaelic (1894), The welsh people (1900, 2:a upplagan 1904; tillsammans med David Brynmor Jones), Celtic folklore (1901), Celtic inscriptions of France and Italy (1906) med mera.